# Хіліб
Хіліб (рум. Hilib) — село у повіті Ковасна в Румунії. Входить до складу комуни Ождула.
Село розташоване на відстані 170 км на північ від Бухареста, 36 км на схід від Сфинту-Георге, 59 км на північний схід від Брашова.

## Населення
За даними перепису населення 2002 року у селі проживали 296 осіб, з них 295 осіб (99,7%) угорців. Рідною мовою 294 особи (99,3%) назвали угорську.